# The Whitest Boy Alive
The Whitest Boy Alive é um grupo musical de Berlim, Alemanha. A banda é composta pelo guitarrista/vocal Erlend Øye, que também é membro da banda Kings of Convenience, pelo baixista Marcin Oz, pelo baterista Sebastian Maschat e por Daniel Nentwig tocando piano e teclado.

## História
A banda começou como um projeto de música eletrônica em 2003, em Berlim. A primeira gravadora que ao qual a banda foi afiliada foi a alemã Bubbles. Estrearam com o álbum Dreams, lançado em 21 de Junho de 2006. Em julho de 2007, a gravadora britânica Modular Records assinou contrato com eles e a banda tocou pela primeira vez na Inglaterra com o New Young Pony Club no London Astoria em setembro de 2007. O álbum foi lançado na Inglaterra com o single Burning em Novembro de 2007. 
Em Junho de 2014 a banda anunciou em sua página oficial no Facebook que não irão compor ou tocar mais juntos como The Whitest Boy Alive.

## Membros
- Erlend Øye - Guitarra e vocais
- Marcin Öz - Baixo
- Sebastian Maschat - Bateria
- Daniel Nentwig - Piano e teclado

## Discografia
- Dreams (2006)
- Rules (2009)

## Singles
- Inflation (2004)
- Burning (2006)
- Burning (2007)(versão do Reino Unido)